# Control (Wilfred)
«Control» (en español «Control») es el sexto episodio perteneciente a la segunda temporada de la serie de televisión cómica Wilfred. Fue estrenado el 26 de julio de 2012 en Estados Unidos y el 9 de diciembre de 2012 en Latinoamérica ambos por FX. En el episodio Wilfred planea hacer que la cena en la que Jenna y Drew conocen a Amanda, la novia de Ryan sea un desastre total.

## Cita del comienzo
"El maestro entiende que el universo está siempre fuera de control"
Lao Tzu

## Argumento
Por la mañana en la playa Jenna y Ryan miran un vídeo en Internet del momento en que Jenna se toca los senos en el noticiero en vivo, en ese momento pasa Amanda por ahí y Ryan las presenta. Ryan habla con Wilfred acerca de la posibilidad de hacer una cena para que Amanda conozca a Jenna y Drew. Más tarde, mientras platican, Amanda le pregunta a Ryan si Jenna es "senos blandos" (sobrenombre puesto a raíz del incidente en el noticiero), Ryan le pide que no lo mencione y la invita a la cena que hará para conocer a sus amigos, ella acepta. En la noche, Jenna y Drew llegan a la casa, casi simultáneamente llega Amanda, ella habla con Jenna y Drew por un momento. Mientras Ryan está en la cocina arreglando la comida logra a ver a Wilfred a través de la ventana, quien también viene con su pareja, Oso, pero Ryan no le gusta la idea de que este ahí pues presiente que lo arruinara todo. Sin tomarlo en cuenta, Wilfred se dirige a saludar a Amanda y ella un poco agresiva logra quitárselo pues dice no ser una persona de perros. Ryan se queja con Wilfred, él solo se disculpa y promete portarse lo mejor que pueda. Más tarde durante la cena, Wilfred pasa por el plato de Amanda, cosa que le incómoda. Jenna comienza a hablar del tema de los perros, argumentando que son muy limpios, Amanda también comenta al respecto diciendo que pueden albergar muchas enfermedades. Wilfred peleando con Oso hace que accidentalmente Amanda estropee su vestido con vino y ella se marcha a limpiarse. Ryan les inventa a Jenna y Drew que cuando Amanda era pequeña sufrió el ataque de un Gran danés cuando regresaba de la escuela y se dirigía a su casa, el cual la mordió en sus glúteos dejándole una gran cicatriz. Cuando Amanda regresa, Jenna se disculpa diciendo que está muy estresada por el vídeo viral de su incidente, ella lo entiende e incluso la invita a ir a un SPA donde puede ayudarle con el estrés. Wilfred dice que él es bueno para hacer mentiras, sin embargo, en el SPA, Jenna podría darse cuenta de que Amanda no tiene ninguna cicatriz. Ryan inventa una historia para Amanda, pues dice que Jenna tiene un problema cardíaco y por tal razón podría perjudicarle la visita al SPA, Amanda lo entiende perfectamente. Wilfred se come el postre, haciendo enfurecer a Ryan, por lo cual el forcejeando con Wilfred trata de sacar a Oso fuera de la casa, al estar gritando los demás se acercan, Wilfred suelta a oso y accidentalmente baja los pantalones de Amanda. Jenna pregunta acerca de su cicatriz, Amanda al no saber de que habla le pide una explicación a Ryan. Jenna se disculpa por haber dicho eso, pues se suponía que no lo mencionaría cuando ella estuviera presente. Amanda se enoja con Ryan por inventar tal historia, y comienza a gritar, Jenna pide que no le suba el tono de voz a Ryan pero es insultada por Amanda. Amanda totalmente alterada les cuenta la verdad, dice que a la edad de 8 años, siempre visitaba a su abuelo el cual tenía dos perros y siempre iban con su abuelo al lago a pasear, una tarde cuando llegó a su casa encontró a su abuelo muerto, tenía casi una semana después de haber sufrido un paro cardíaco y por tanto los perros estaban tan hambrientos que comieron sus dos piernas y mitad de la cara, al terminar de contar eso Amanda se marcha llorando. Después de un tiempo, Ryan se dirige a ver como se encontraba Amanda, sorprendentemente estaba con Wilfred, ella dijo que él se acurrucó por diez minutos y confiesa que se sintió mucho mejor. Ryan y Amanda hablan de su situación, la cual parece que será mucho mejor.

## Recepción

### Audiencia
"Control" fue visto por 1.28 millones de espectadores, obteniendo 0.6 en el grupo demográfico 18-49 en su estreno original en Estados Unidos por FX.

### Recepción crítica
Max Nicholson de IGN comentó: Jenna y de Amanda debatiendo su postura sobre perros fue otra divertida (e inevitable) dinámica para el episodio.[...] Sin embargo, en un raro momento para el espectáculo, me sorprendió gratamente ver a Wilfred realmente resolviendo todo con su último acto de redención. Supuse que nunca debemos subestimar el poder impresionante del acurrucamiento de un perro. Una vez más, Ryan fue capaz de escapar estrechamente de un desastre completo.
Rowan Kaiser de The A.V Club dio al episodio una "B-" diciendo: "Hemos visto esto antes. La mayoría de los episodios de la primera temporada fueron de Ryan aprendiendo de estas pequeñas lecciones.[...] El aspecto más decepcionante : había una oportunidad fantástica para Wilfred para subvertir su forma, para redimir el personaje de Amanda, y dejar caer un toque divertido al final.